# Marsberg
Marsberg [ˈmaʁsˌbɛʁk] – miasto w Niemczech, położone w kraju związkowym Nadrenia Północna-Westfalia, w rejencji Arnsberg, w powiecie Hochsauerland. W 2010 roku liczyło 20 800 mieszkańców.
W granicach miasta znajdują się szczątki wczesnośredniowiecznego zamku Eresburg.
W 915 dotarli tu Węgrzy i stoczyli zwycięską bitwę przeciw Wschodnim Frankom.

## Zabytki
- Kaplica św. Mikołaja, gotycka
- Kolegiata śś. Piotra i Pawła z XIII w.
- Stary Ratusz i XVI-wieczny pręgierz
- Kościół Matki Boskiej Nieustającej Pomocy (katolicki)
- Kościół św. Magnusa, neogotycki

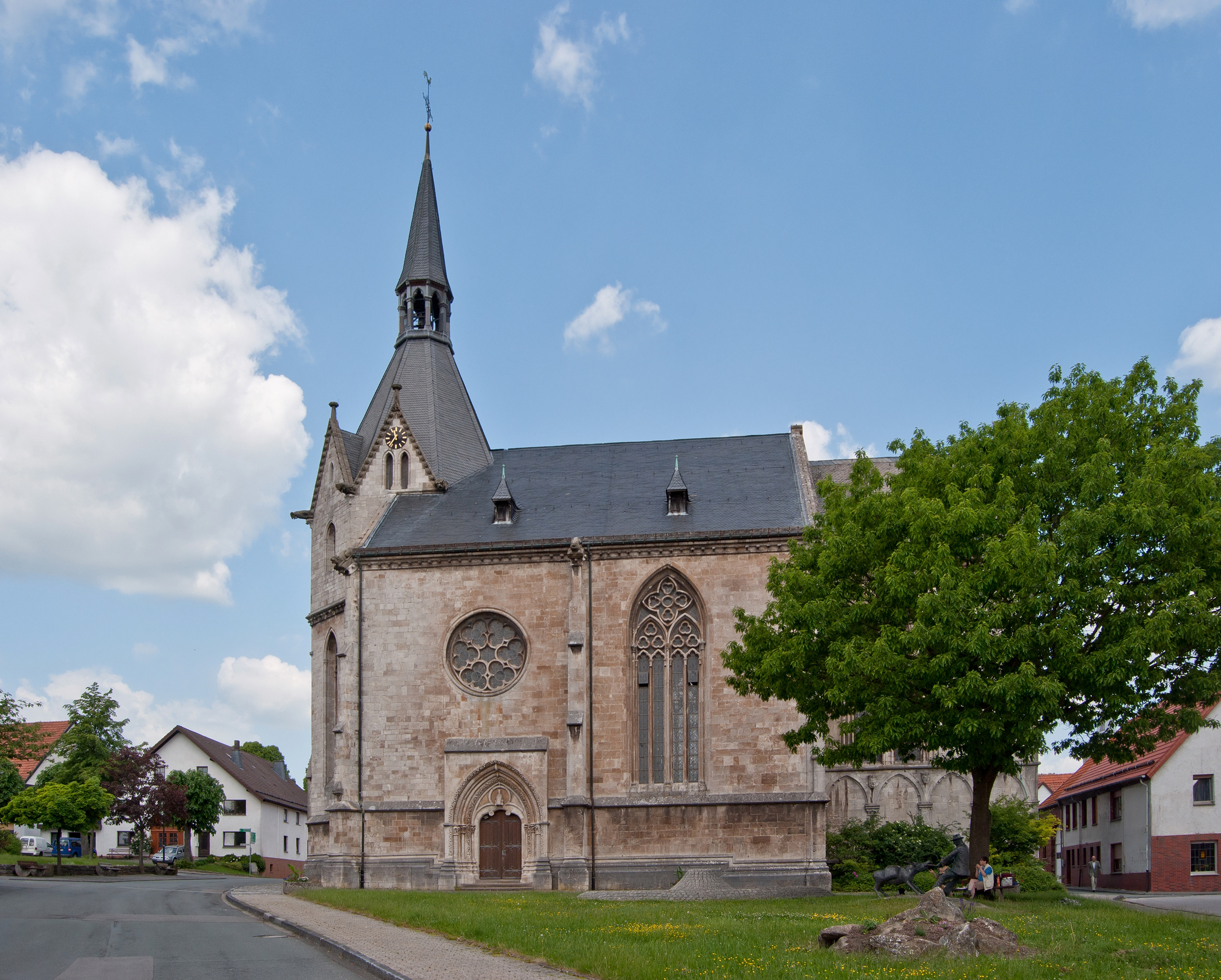
Kaplica św. Mikołaja
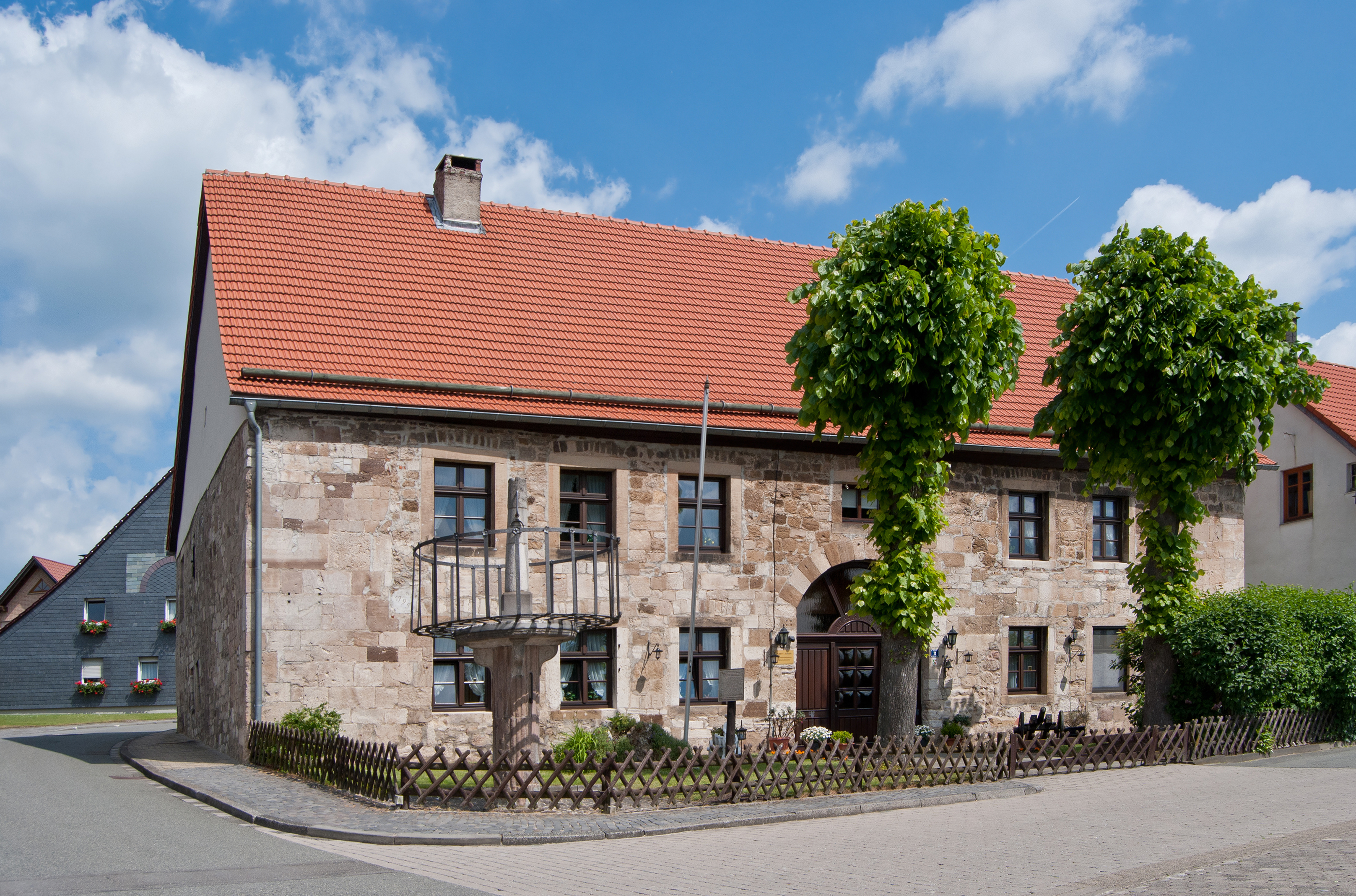
Stary Ratusz
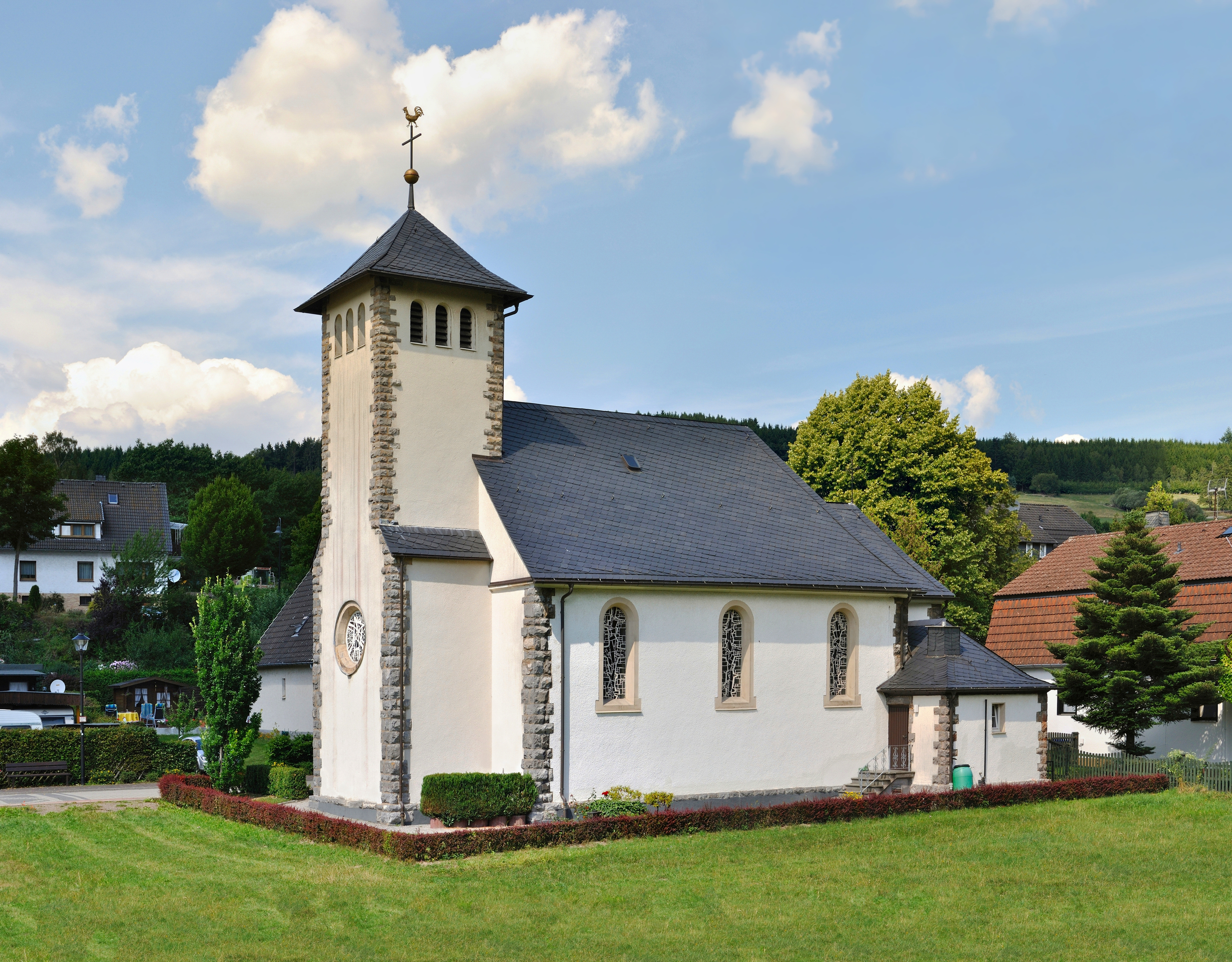
Kościół Matki Boskiej Nieustającej Pomocy
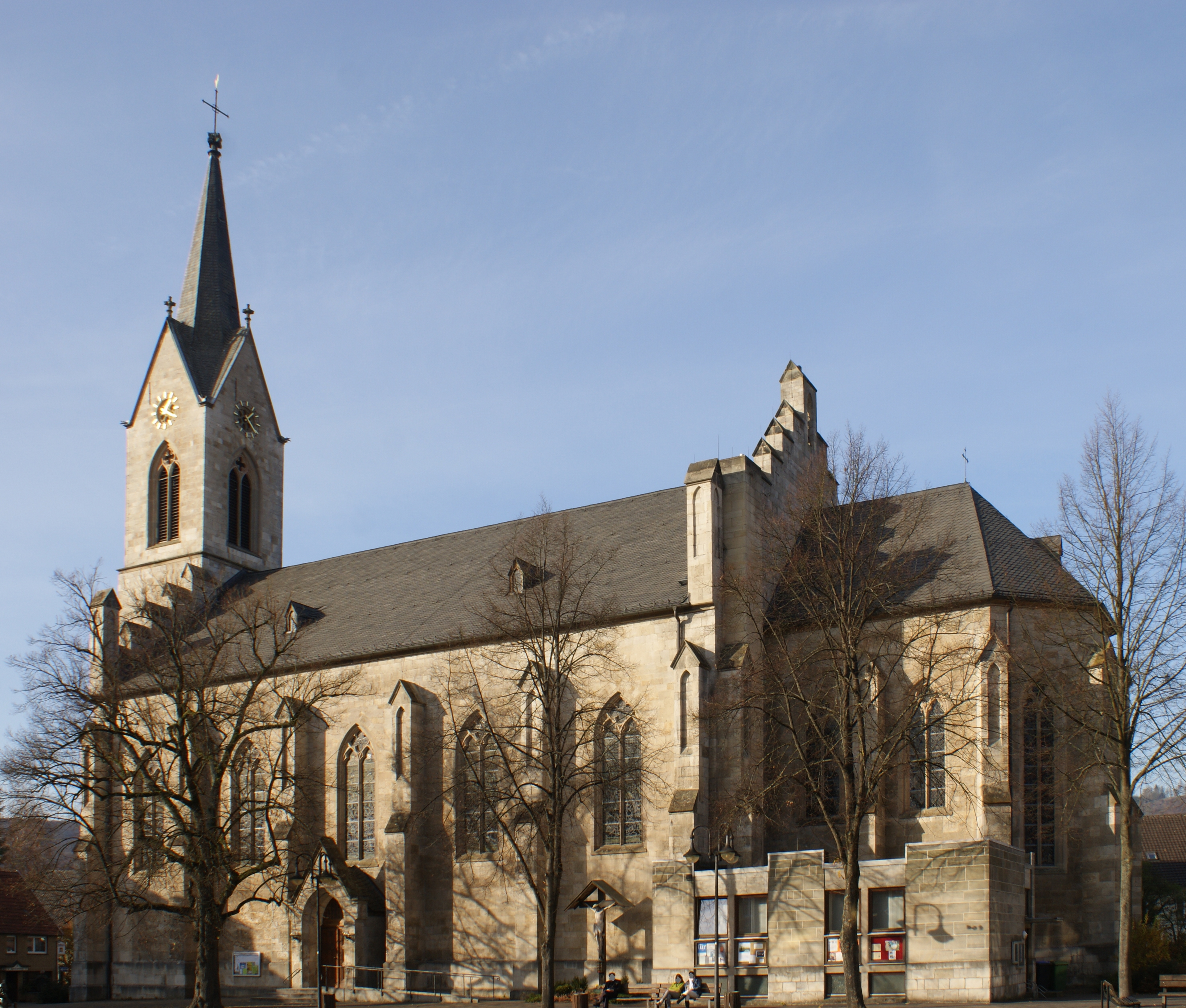
Kościół św. Magnusa